# Seznam památných stromů v okrese Most
Toto je seznam památných stromů v okrese Most, v němž jsou uvedeny památné stromy na území okresu Most.
| Název                                        | Obrázek                          | Umístění                                              | Druh                                   | Obvod [v cm] | Kód wikidata      | Galerie | Poznámka |
| -------------------------------------------- | -------------------------------- | ----------------------------------------------------- | -------------------------------------- | --- | ----------------- | ------- | --- |
| Alej moruší v Braňanech                      |                                  | Braňany 50°32′31″ s. š., 13°42′6″ v. d.               | morušovník (10)                        | | 106428            |         | |
| Jírovec a lípa u studny v Braňanech          |                                  | Braňany 50°32′29″ s. š., 13°42′6″ v. d.               | jírovec maďal lípa malolistá           | & Chyba ve výrazu: Neočekávaný operátor / Chyba ve výrazu: Neočekávaný operátor / Chyba ve výrazu: Neočekávaný operátor / Chyba ve výrazu: Neočekávaný operátor / Chyba ve výrazu: Neočekávaný operátor / Chyba ve výrazu: Neočekávaný operátor / Chyba ve výrazu: Neočekávaný operátor / Chyba ve výrazu: Neočekávaný operátor / Chyba ve výrazu: Neočekávaný operátor / Chyba ve výrazu: Neočekávaný operátor / Chyba ve výrazu: Neočekávaný operátor / Chyba ve výrazu: Neočekávaný operátor / Chyba ve výrazu: Neočekávaný operátor / Chyba ve výrazu: Neočekávaný operátor / Chyba ve výrazu: Neočekávaný operátor / -1.0000-0 | 106438            |         | U příjezdové cesty vedoucí k areálu sportklubu a rodinným domům. Na travnaté ploše u plotu domu č.p. 20.                                 |
| Dub v Havrani                                |                                  | Havraň 50°26′37″ s. š., 13°36′42″ v. d.               | dub letní                              | 370 | 106430            |         | |
| Albrechtický dub †                           | Albrechtický dub kolem roku 1890 | Horní Jiřetín 50°32′57″ s. š., 13°31′ v. d.           | dub zimní                              | 0 |                   |         | Dub několikrát hořel v srpnu 1993 a následně uhynul                                                                                      |
| Lípy u červeného mlýna v Chanově             |                                  | Chanov 50°30′19″ s. š., 13°41′19″ v. d.               | lípa malolistá (2)                     | | 106431 Q112229185 |         | V zahradě domu čp. 28 |
| Lípa v Janově – K. H. Borovského †           |                                  | Janov u Litvínova 50°35′23″ s. š., 13°33′36″ v. d.    | lípa malolistá                         | 260 | 101826            |         | V zahradě rodinného domku čp. 102; vysazena v 19. století; status památného stromu zrušen k 24. srpnu 2006                               |
| Lípy u Božích muk v Janově                   |                                  | Janov u Litvínova 50°35′12″ s. š., 13°33′43″ v. d.    | lípa malolistá (2)                     | 0 | 101827 Q12034733  |         | Dvě památné lípy poblíž silnice Litvínov – Horní Jiřetín, u sousoší Nejsvětější Trojice                                                  |
| Lípy v Janově, ul. Křižatecká                |                                  | Janov u Litvínova 50°35′24″ s. š., 13°33′36″ v. d.    | lípa velkolistá (2)                    | 0 | 104965 Q26780519  |         | Dvě památné lípy v obci v zahradě u čp. 120; obvody kmenů jsou 230 cm a 232 cm                                                           |
| Lípa v Lužici                                |                                  | Lužice u Mostu 50°29′29″ s. š., 13°45′23″ v. d.       | lípa obecná                            | 486 | 101832 Q12034698  |         | V obci, vlevo od vchodu na hřbitov |
| Lužické šipáky †                             |                                  | Lužice u Mostu 50°29′19″ s. š., 13°45′32″ v. d.       | dub pýřitý (100)                       | 0 | 105401            |         | Lokalita se nacházela východně od obce nad hřbitovem na opukových svazích; chráněné bylo sto stromů – ochrana ukončena k 30. červnu 1993 |
| Lípy v Meziboří                              |                                  | Meziboří u Litvínova 50°37′21″ s. š., 13°36′24″ v. d. | lípa malolistá (3)                     | 0 | 101831 Q12034701  |         | Mezi ulicemi Potoční a Prokopa Holého; chráněny dvě z původních tří lip                                                                  |
| Dub pod Lajsníkem                            |                                  | Most 50°30′14″ s. š., 13°39′43″ v. d.                 | dub letní                              | 274 | 106148 Q73591010  |         | Na travnatém pásu mezi parkovištěm u prodejny COOP a chodníkem, v ulici Pod Lajsníkem.                                                   |
| Borovice Schwerinova na Zahražanech          |                                  | Most II 50°31′ s. š., 13°38′14″ v. d.                 | borovice Schwerinova                   | 182 | 101825 Q11232054  |         | V zahradě vily v ulici U města Chersonu                                                                                                  |
| Dub u muzea                                  |                                  | Most II 50°31′ s. š., 13°38′20″ v. d.                 | dub letní                              | 0 | 106147 Q73486899  |         | Na nádvoří Oblastního muzea v Mostě. Stáří 100 let. Patří k nejstarším stromům města.                                                    |
| Dub v sadech                                 |                                  | Most II 50°28′44″ s. š., 13°39′48″ v. d.              | dub letní                              | 325 | 106408            |         | V ovocných sadech v k.ú. Skyřice, blízko Vtelna u Mostu.                                                                                 |
| Lipové stromořadí u Oblastního muzea v Mostě |                                  | Most II 50°31′2″ s. š., 13°38′22″ v. d.               | lípa velkolistá (6) lípa malolistá (1) | 0 | 105195 Q12033614  |         | Na ulici Československé armády podél oploceného areálu Oblastního muzea; sedm památných lip                                              |
| Hrušeň u Skršína                             |                                  | Skršín 50°27′55″ s. š., 13°45′3″ v. d.                | hrušeň obecná                          | 347 | 106409            |         | Hrušeň s výraznou estetickou hodnotou, patřící k nejstarším a nejmohutnějším stromem v okolí Mostu.                                      |
| Dub pod Resslem                              |                                  | Slatinice u Mostu 50°29′54″ s. š., 13°36′23″ v. d.    | dub letní                              | 337 | 105636 Q11832150  |         | První strom dubové aleje na jihovýchodním okraji lesního porostu vrchu Ressl                                                             |
| Dub u cesty na Ressl                         |                                  | Slatinice u Mostu 50°29′55″ s. š., 13°36′23″ v. d.    | dub letní                              | 345 | 106420            |         | U lesní cesty na vrch Ressl |
| Dub u jezírka                                |                                  | Slatinice u Mostu 50°29′52″ s. š., 13°36′25″ v. d.    | dub letní                              | 276 | 106118 Q26790808  |         | Na travnaté ploše mezi rybníčkem a zahrádkářskou osadou                                                                                  |
| Jírovec maďal u vily RICO                    |                                  | Šumná u Litvínova 50°36′18″ s. š., 13°35′44″ v. d.    | jírovec maďal                          | 455 | 101828 Q12027554  |         | V zahradě továrny (býv. RICO) |
| Lípa malolistá u vily RICO                   |                                  | Šumná u Litvínova 50°36′19″ s. š., 13°35′42″ v. d.    | lípa malolistá                         | 282 | 101829 Q12034707  |         | V zahradě továrny (býv. RICO) |
| Lípy u Božích muk v Horní Vsi v Litvínově    |                                  | Šumná u Litvínova 50°36′42″ s. š., 13°34′46″ v. d.    | lípa velkolistá (2)                    | 0 | 101830 Q12034732  |         | Dvě památné lípy v centru obce u sochy sv. Jana Nepomuckého; obvod kmenů 390 cm a 410 cm                                                 |
| Lípy ve Vtelně                               |                                  | Vtelno 50°29′15″ s. š., 13°40′9″ v. d.                | lípa malolistá (10)                    | | 106421            |         | Mezi kostelem a farou ve Vtelně u Mostu.                                                                                                 |